# Ángel Augier
Ángel Augier (Municipio de Rafael Freyre, 1 de diciembre de 1910 - La Habana, 20 de enero de 2010) fue un poeta, ensayista, crítico literario y periodista cubano, Premio Nacional de Literatura.

## Biografía
Al inicio de la década de 1930 constan las primeras obras poéticas de Ángel Augier mientras cursaba los estudios de Ciencias Filológicas, en los que se doctoró por la Universidad de La Habana y se formó también en el Instituto Máximo Gorkí de la Academia de Ciencias de la Unión Soviética. Trabajó como periodista y crítico literario en la capital cubana, en especial para el diario El Mundo y fue profesor del taller de artes gráficas de La Habana antes de la revolución contra Batista. Después siguió en El Mundo y fundó la agencia de noticias Prensa Latina. Cofundador de la Unión de Escritores y Artistas de Cuba, —de la que fue su vicepresidente durante quince años—, y de la Revista de Literatura Cubana que dirigió, fue miembro de la Academia de Ciencias de Cuba y de la Academia Cubana de la Lengua.
Especialista en la obra de Nicolás Guillén y Rubén Darío, y de las figuras de José Martí y José María Heredia, fue profesor invitado en las distintas universidades cubanas, además de las de Sevilla y Santiago de Compostela en España, en la Universidad de Burdeos (Francia) y en distintas universidades británicas. Es considerado como una figura central de la literatura contemporánea cubana. En 1991 fue galardonado con el Premio Nacional de Literatura.

## Obras
| Poesía - Uno (1932) - Isla en el tacto (1965) - Canciones para tu historia (1939) - Las penúltimas huellas (2000) - Todo el mar en la ola (1989, antología de su obra hasta ese momento) | Ensayo - Cuba y Rubén Darío (1968) - De la sangre en la letra (1977) - Acción y poesía en José Martí (1982) - Cuba en Darío y Darío en Cuba (1988). |